# Třída Santa Fe
Třída Santa Fe (jinak též Tarantinos) byla třída ponorek argentinského námořnictva. Konstrukčně vycházela z italských ponorek třídy Settembrini. Celkem byly postaveny dvě jednotky této třídy. Argentinské námořnictvo je provozovalo v letech 1933–1960. Všechny byly vyřazeny.

## Pozadí vzniku
Stavba této třídy byla součástí desetiletého plánu na obnovu floty, schváleného roku 1926. Plán zahrnoval stavbu dvou těžkých křižníků třídy Veinticinco de Mayo, lehkého křižníku ARA La Argentina, dvanácti torpédoborců (z toho dvě jednotky španělské třídy Churruca, tři třídy Mendoza a sedm třídy Buenos Aires) a tří ponorek třídy Santa Fe. Ponorky vyvinula a postavila italská loděnice Tosi v Tarantu na základě italské třídy Settembrini. Objednány byly roku 1926. Do služby byly přijaty v roce 1933.
Jednotky třídy Santa Fe:
| Santa Fe (S1)            | 1927 | 1931 | 1933 | Vyřazena 1956. |
| Santiago del Estero (S2) | 1932 | 1929 | 1933 | Vyřazena 1959. |
| Salta (S3)               | 1927 | 1928 | 1933 | Vyřazena 1960. |

## Konstrukce

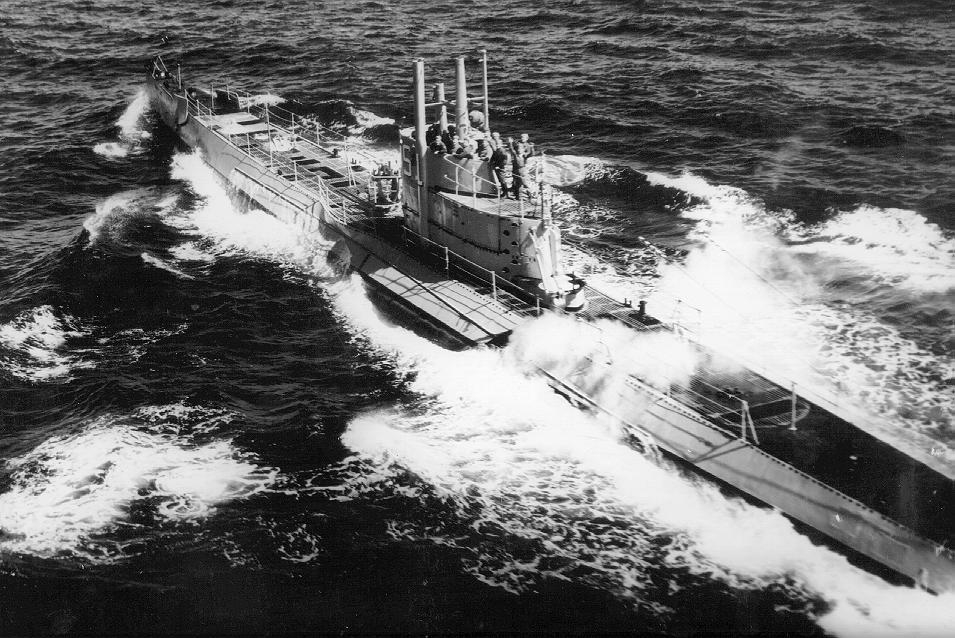
Santa Fe (S1)

Výzbroj tvořil jeden 102mm kanón, jeden 37mm kanón a osm 533mm torpédometů (čtyři příďové a čtyři záďové). Pohonný systém tvořily dva diesely Tosi o výkonu 3000 hp a dva elektromotory o výkonu 1400 hp, pohánějící dva lodní šrouby. Nejvyšší rychlost dosahovala 17,5 uzlu na hladině a 9 uzlů pod hladinou. Dosah byl 7100 námořních mil při rychlosti 8 uzlů na hladině a 80 námořních mil při rychlosti 4 uzlů pod hladinou.